# Matoltsy-harccsoport
A Matoltsy-harccsoport a Magyar Királyi Honvédség egyik alakulata volt. 1944. szeptember 21-én hozták létre Szeged védelmére a 3. Magyar Hadsereg parancsnokának utasítására. A parancsnoki teendőket Matoltsy Elek vezérőrnagy látta el, aki korábban az 1. légvédelmi tüzérdandár parancsnoka volt. Harci létszáma összesen 600-800 fő körül volt. A harccsoportot közvetlenül a 3. magyar hadsereg parancsnokságának rendelték alá. Az alakulat harcálláspontja a város nyugati felén, a Falemezgyár területén volt. A harccsoport feladata Szegednél a Tisza és a Maros összefolyásától kezdődően egy hídfő kiépítése volt a város védelmére.
A harccsoport parancsnokának alárendelt alakulatok a következők voltak:
- 1. Légvédelmi tüzérdandár
- az 5. Honvédkerület parancsnokságától elvont két gyalogzászlóalj
- az 5. póthadosztály 7/I. és III. pótzászlóalja
- 5. önálló utász pótszázad
- 406. rögtönzött hadihíd oszlop
- szegedi V. tábori tüzér pótosztály
- a szegedi karhatalmi század állománya
- szegedi V. önálló utász törzsszázad

A harccsoport mellé rendelt alakulatok:
- 4. SS Polizei páncélgránátos hadosztályból két zászlóalj (Hans Friessner vezérezredesnek, a német Dél Hadseregcsoport parancsnokának közvetlenül alárendelve)